# Tisza-kultúra
A tiszai kultúra nevet, amelyet a nemzetközi kutatás is átvett, az 1930-as években Banner János adta. Az új kultúra az alföldi vonaldíszes kerámia szakálháti csoportjának helyén alakult ki. Elterjedési területe később a Dél-Alföldtől a Felső-Tisza-vidékig terjedt. Kezdetei Kr. e. 4000 és 3800 körül sejthetők. Ekkor a települések száma az ötödére csökkent, nagy létszámú települések (tellek) alakultak ki, vagyis népességkoncentráció zajlott le. Vezérlelőhelyei: a Hódmezővásárhely-kökénydombi tell 28 feltárt házalapjával és szenzációs kultusztárgyaival, valamint Berettyóújfalu-Herpály és Tiszapolgár-Csőszhalom telljei. Gazdálkodásuk a talajváltó földművelés és az állattartás kombinációjára épült. Különleges státusú, nem igazi telepük, kultuszhelyük Tiszapolgár-Csőszhalmon volt. A tell feltárására Raczky Pál irányításával, az M3-as autópálya építésével párhuzamosan, nemzetközi kutatás keretében került sor. A tell középponti épületében áldozhattak isteneiknek; a női „főisten” (ún. Kökénydombi Vénusz) mellett a Kárpát-medencében először itt megjelenő férfi „főistennek”, talán a sumer Enlillel vagy a korai görög Kronosszal párhuzamosítható a Szegvár-tűzkövesi „sarlós istennek”.